# (100676) 1997 XO5
(100676) 1997 XO5 es un asteroide perteneciente al cinturón de asteroides descubierto el 6 de diciembre de 1997 por el equipo del Observatorio Astronómico de Farra d'Isonzo desde el Observatorio Astronómico de Farra d'Isonzo, Farra d'Isonzo, Italia.

## Designación y nombre
Designado provisionalmente como 1997 XO5.

## Características orbitales
1997 XO5 está situado a una distancia media del Sol de 2,571 ua, pudiendo alejarse hasta 3,310 ua y acercarse hasta 1,833 ua. Su excentricidad es 0,287 y la inclinación orbital 5,358 grados. Emplea 1506,50 días en completar una órbita alrededor del Sol.

## Características físicas
La magnitud absoluta de 1997 XO5 es 16,3. 